# Неккар-Оденвальд (район)
Район Неккар-Оденвальд (нім. Neckar-Odenwald-Kreis) — район землі Баден-Вюртемберг, Німеччина. Район підпорядкований урядовому округу Карлсруе. Центром району є місто Мосбах. Населення становить 143 797 ос. (станом на 31 грудня 2020), площа  — 1.126,29 км². 

## Демографія
Густота населення в районі становить 131 чол./км².
| Рік             | Населення |
| --------------- | --------- |
| 31. грудня 1973 | 132.673   |
| 31. грудня 1975 | 131.159   |
| 31. грудня 1980 | 129.735   |
| 31. грудня 1985 | 128.675   |
| 27. травня 1987 | 130.656   |

| Рік             | Населення |
| --------------- | --------- |
| 31. грудня 1990 | 138.525   |
| 31. грудня 1995 | 146.782   |
| 31. грудня 2000 | 149.424   |
| 31. грудня 2005 | 150.628   |
| 31. грудня 2010 | 147.006   |

## Міста і громади
Район поділений на 6 міст і 21 громаду.